# الرصيفة
الرصيفة مدينة أردنية تقع في محافظة الزرقاء، وهي مركز لواء الرصيفة. تقع على الطريق الواصل بين عمان ومدينة الزرقاء. تتميز بموقعها الإستراتيجي ما بين العاصمة عمان ومدينة الزرقاء وهي مشهورة بوجود مناجم الفوسفات فيها، ويبلغ عدد سكانها حوالي 500 ألف نسمة، وهي من أعلى المدن الأردنية من حيث كثافتها السكانية إذ تبلغ حوالي 10851.4 نسمة/ كم²، وهي كثافة عالية على المستويين العربي والعالمي.[بحاجة لمصدر] وتعد الرصيفة رابع أكبر مدينة أردنية من حيث عدد السكان.

## الطرق الرئيسية
تخترق الرصيفة أربعة طرق رئيسية هي:
- الشارع الرئيسي: الذي يمر من وسط المدينة، ويربط الرصيفة بمدينة عمان من الجنوب وبمدينة الزرقاء من الشمال.
- شارع ياجـوز: ويقع في الجزء الشمالي من المدينة ويربط الرصيفة بمدينة الزرقاء من الشمال، ومحافظة البلقاء من الغرب.
- السكة الحديدية: وهي السكة التي تم إنشاؤها عام 1902 تقريبا وتمر من محطة القطار في الزرقاء مرورًا بمدينة الرصيفة إلى ماركا الغربية ثم إلى منطقة المحطة في العاصمة.
- أوتوستراد عمان-الزرقاء: الذي يمر من الجزء الجنوبي من المدينة ويربط مدينة عمان ومدينة الزرقاء.

## التركيبة السكانية
أظهر التعداد الوطني الأردني لعام 2004 أن عدد سكان الرصيفة يبلغ 268.237 نسمة. كانت نسبة الإناث إلى الذكور 48.46% إلى 51.54%. شكل المواطنون الأردنيون 89.6% من سكان الرصيفة.

### أسباب الازدحام السكاني
أسباب حدوث الزيادة السكانية الهائلة اكتشاف في اللواء معدن الفوسفات في عام 1934، حيث تم تأسيس شركة مناجم الفوسفات الأردنية وكذلك إقامة العديد من الشركات والمصانع الكبرى مثل شركة الإنتاج الأردنية ومصنع الأجواخ وذلك في منتصف القرن الماضي الأمر الذي أدى إلى ضرورة توفير المزيد من الأيدي العاملة والفنين المهرة والخبراء المختصين واستقطابهم للعمل في تلك المصانع والشركات مما ساعد على تكوين بيئة مناسبة للسكن مع أسرهم وذويهم والإقامة في تجمعات سكانية بسيطة قريبة من أماكن العمل إضافة لتعرض المدينة إلى ثلاث هجرات قصرية متتالية وهي حادثة النكبة في عام 1948 وتهجير الفلسطينيين من بلادهم جراء الاحتلال الإسرائيلي ونكسة عام 1967 ونزوح مئات الألوف من الضفة الغربية وقطاع غزة وكذلك عودة المغتربين من الخليج بعد حرب الخليج الثانية في عام 1990 وخاصة من دولة الكويت واستقرار الآلاف منهم في شمال المدينة حيث تكونت الأحياء الجديدة (حي القادسية وحي الرشيد وحي جعفر الطيار).[بحاجة لمصدر]
ومن العوامل التي ساعدت على نمو المدينة إقامة العديد من المشاريع الإسكانية الكبيرة من قبل مؤسسة الإسكان والتطوير الحضري والتي استوعبت عشرات الألوف من السكان وكذلك قربها من العاصمة عمان ومدينة الزرقاء والتي لا تبعد عنها سوى أربعة كيلو متر وسهولة المواصلات من وإلى أماكن العمل.
سبقت مدينة الرصيفة زمنها الافتراضي بخمسين سنة. فالوضع السكاني الحالي كان متوقعًا عام 2035 والدراسات الحالية تنصب على توقف الزحف السكاني الأفقي باتجاه الشمال الغربي لاستيعاب النمو الطبيعي للسكان لعام 2035.[بحاجة لمصدر]

## جغرافيا

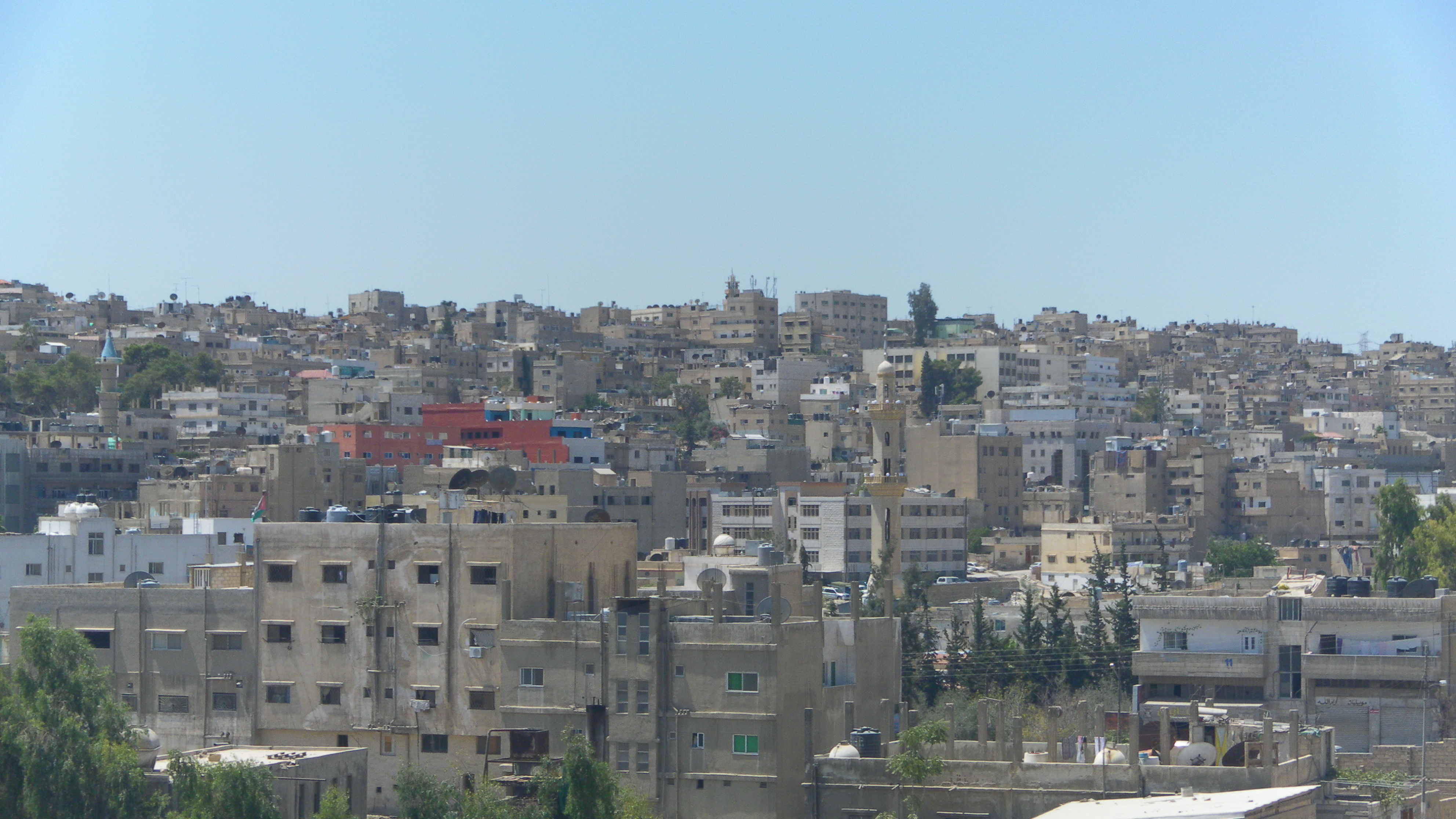
منظر من الجبل الجنوبي في الرصيفة

تمتد الرصيفة من حدود أمانة عمان غربا إلى حدود بلدية الزرقاء شرقا ومن شارع الأوتوستراد جنوبا إلى حدود بلدية الزرقاء شمالا. وتقع المدينة على مجموعة من التلال والهضاب والروابي المتوسطة الارتفاع ويخترقها وادي سيل الزرقاء بطول 8 كم. وتشكل مياه الأمطار نسبة كبيرة من مياهه إضافة إلى مياه الينابيع العذبة التي تنساب من وسطه حتى مصبه في سد الملك طلال وأشهرها نبع رأس العين حيث قامت سلطة المياه بإنشاء العديد من آبار المياه التي تغذي المدينة والعاصمة عمان بمياه الشرب حيث أن مجرى السيل يقسم مدينة الرصيفة إلى نصفين إحياء شمالية وجنوبية تتوسطها البساتين الجميلة ذات الأشجار والفواكة والخضراوات والتي كان يؤمها الزوار والمصطافين من كافة مدن المملكة. ومناخ المدينة يتميز بالاعتدال في الصيف والشتاء وترتفع عن مستوى سطح البحر 700 متر تقريبا ومعدل هطول الأمطار يبلغ حوالي 300 مم وتتعرض لتساقط الثلوج في بعض المواسم.

## البنية التحتية
معظم أحياء المدينة مخدومة بكافة خدمات البنية التحتية من مياه وصرف صحي وكهرباء واتصالات ومواصلات وشوارع داخلية معبدة تربط أحيائها مع بعضها البعض وطرق خارجية رئيسة نافذة تربطها مع المدن الأردنية حيث تخترقها ثلاث شوارع رئيسة من الجهة الجنوبية طريق الأوتوستراد ومن الوسط شارع الملك حسين (عمان الزرقاء القديم) ومن الشمال شارع الملك عبد الله الثاني (ياجوز) وكما يمر منها الخط الحديدي الحجازي الذي أُنشئ منذ العهد العثماني في بداية القرن العشرين والذي كان يربط بلاد الشام بالحجاز ولا زالت تسلكه القطارات وتقوم برحلات داخلية وخارجية إلى الجمهورية العربية السورية.

## اقتصاد المدينة

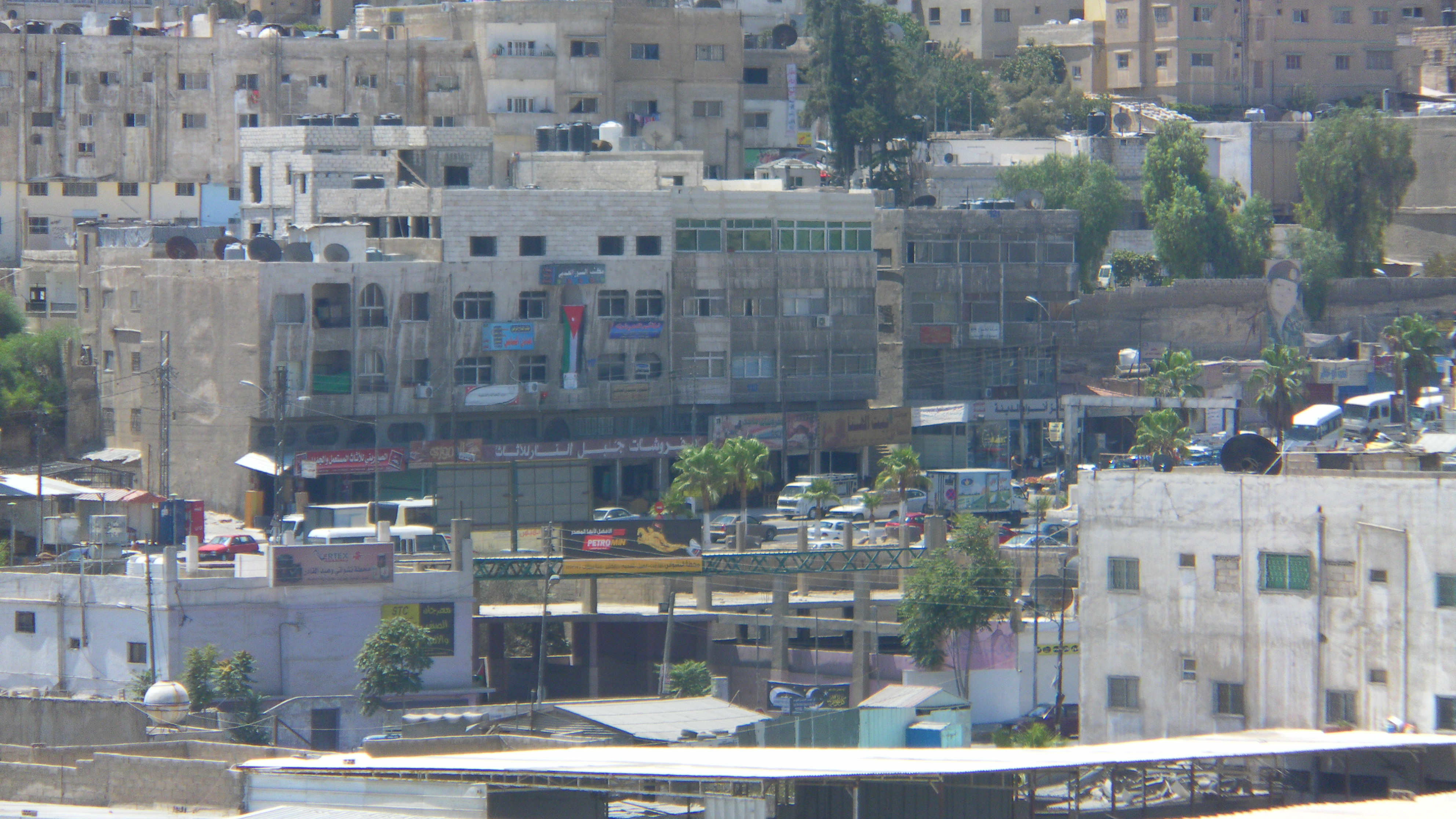
وسط المدينة

تتميز الرصيفة بأنها مدينة ذات نشاط اقتصادي كبير تأسست فيها دار للبلدية في عام 1964 وهي مركز لواء (متصرفية) مخدومة بمديرية شرطة ومراكز أمنية ودوائر حكومية خدمية ومحاكم نظامية وشرعية ومؤسسات مجتمع مدني ويوجد فيها ما يقارب خمسة آلاف منشأة حرفية وصناعية وتجارية تستخدم الآلاف من العمال والفنين المهرة وذوي الكفاءات من أصحاب الشهادات المتخصصة حيث أنها تساهم في تنمية الاقتصاد الوطني وتوفير فرص العمل للشباب الأردنيين وتسهم في الحد من البطالة بين أبناء المدينة وتشرف على أعمال ونشاطات تلك المؤسسات بموجب القوانين والأنظمة التي تخولهم ممارسة المهن أجهزة البلدية المختصة والغرفة التجارية وغرفة الصناعة.
كما وأقيمت عشرات المدارس الحكومية والخاصة ورياض الأطفال والمدارس التابعة لوكالة الغوث الدولية وكليات مجتمع متوسطة وتم إنشاء العديد من المساجد الكبيرة والحديثة التي تتميز بفنون العمارة السلامية بمآذنها العالية وقبابها الدائرية كما ويوجد فيها مستشفيات تابعة للحكومة والقطاع الخاص ومراكز صحية شاملة تخدم كافة المناطق والأحياء السكنية.

## أشهر الأحياء والمناطق
| المنطقة        | المساحة (كم2) |
| -------------- | ------------- |
| منطقة الرشيد   | 8.0           |
| منطقة حطين     | 6.51          |
| منطقة العامرية | 5.0           |
| منطقة القادسية | 4.0           |
| منطقة اليرموك  | 3.0           |

## معرض الصور

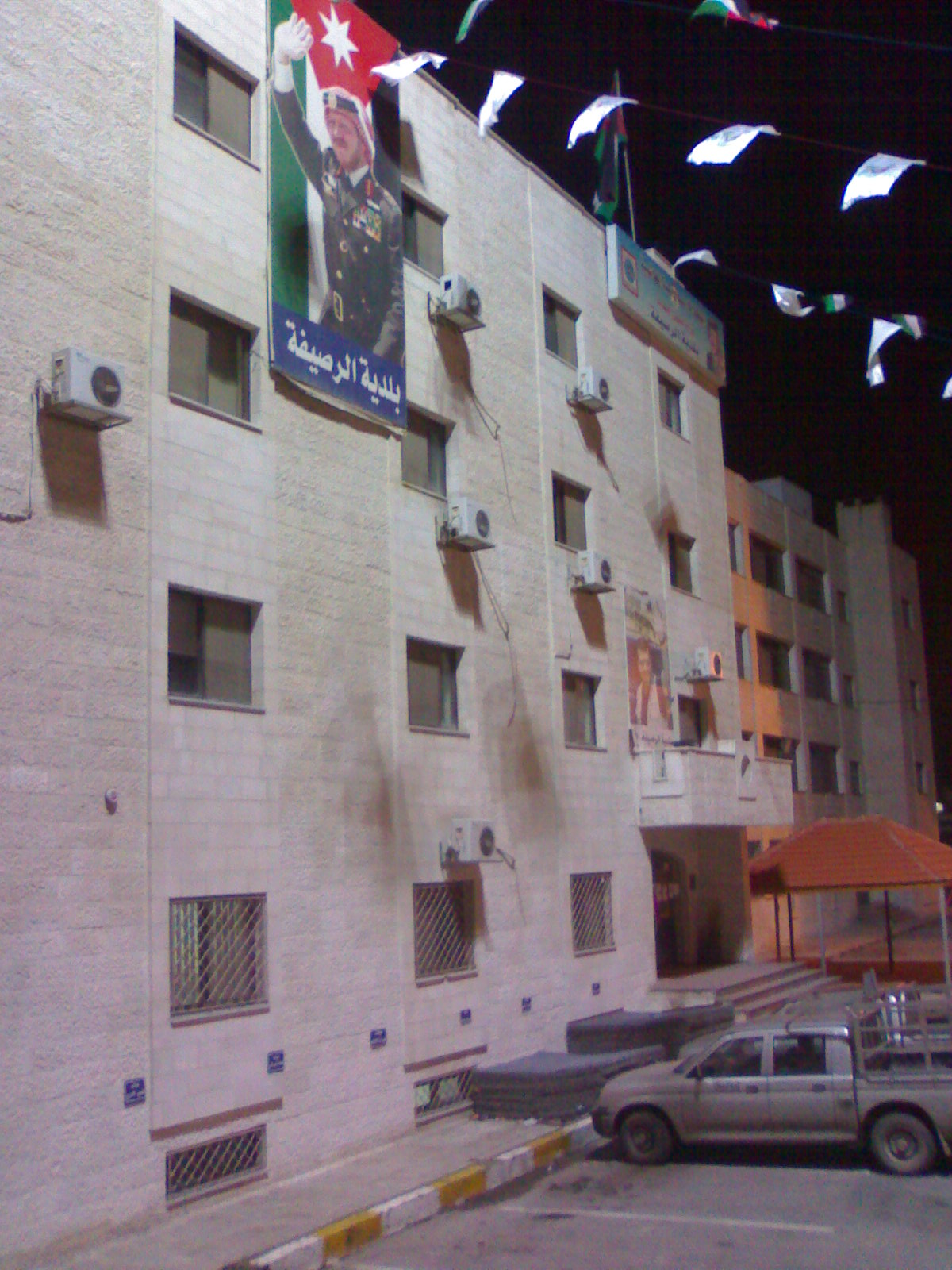
مبنى البلدية
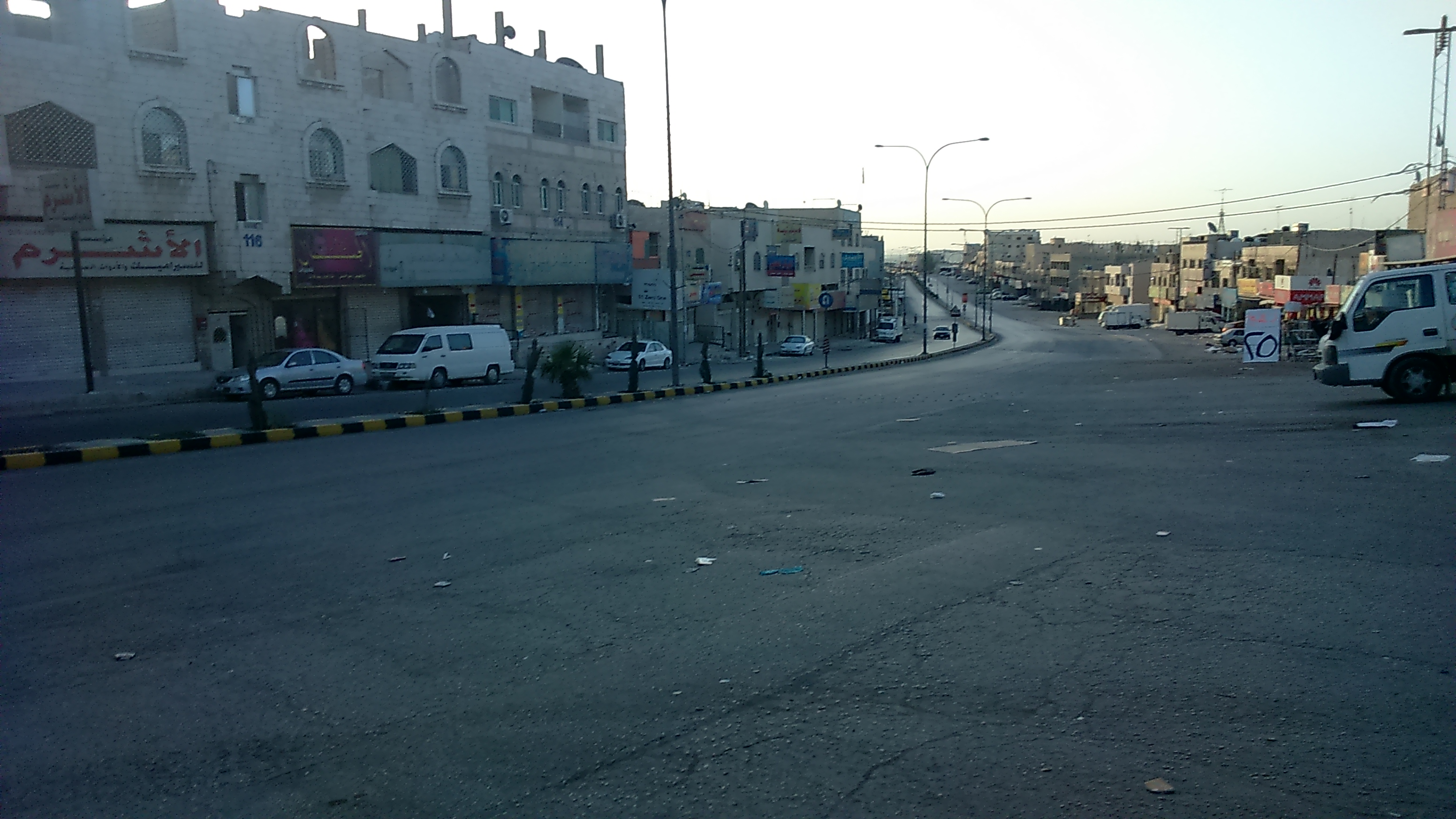
الجبل الشمالي، الطريق المؤدي للزرقاء
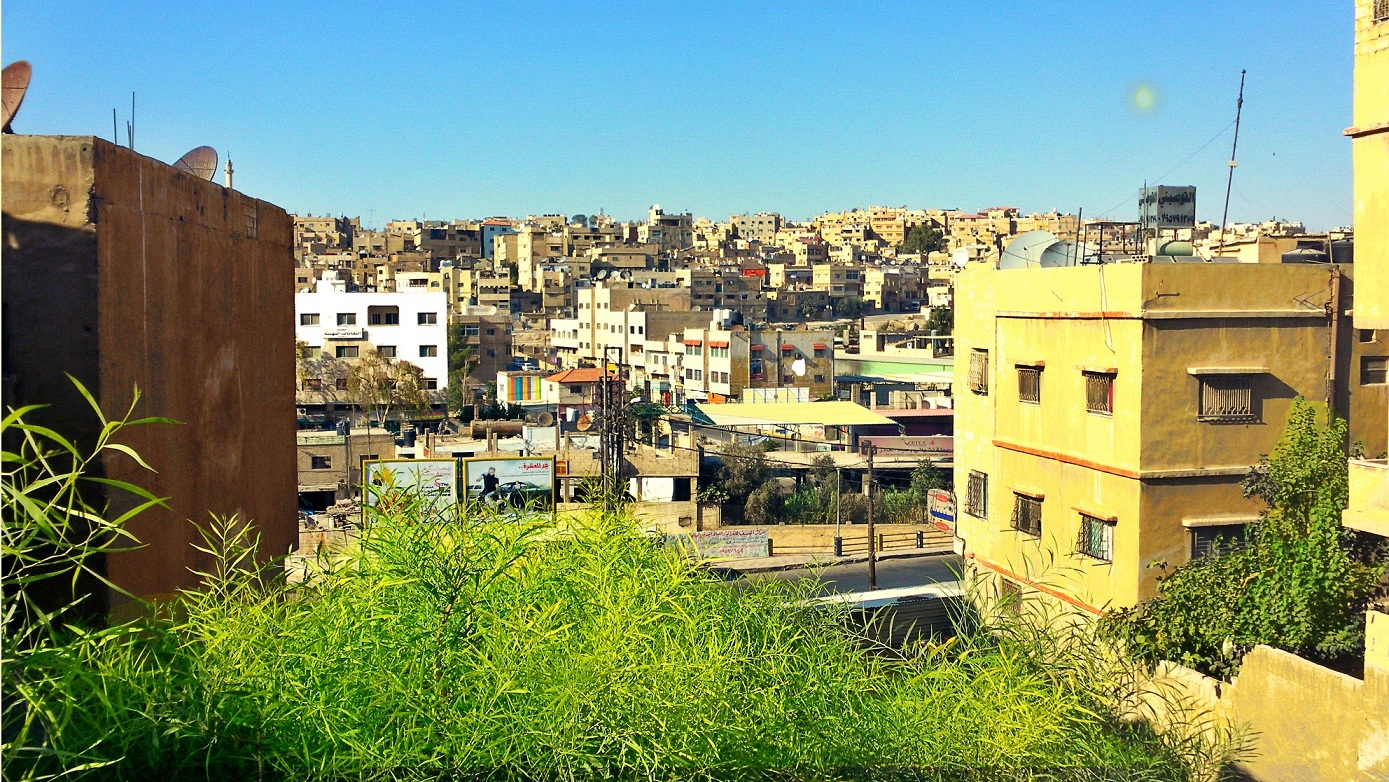
منظر لمنطقة العامرية
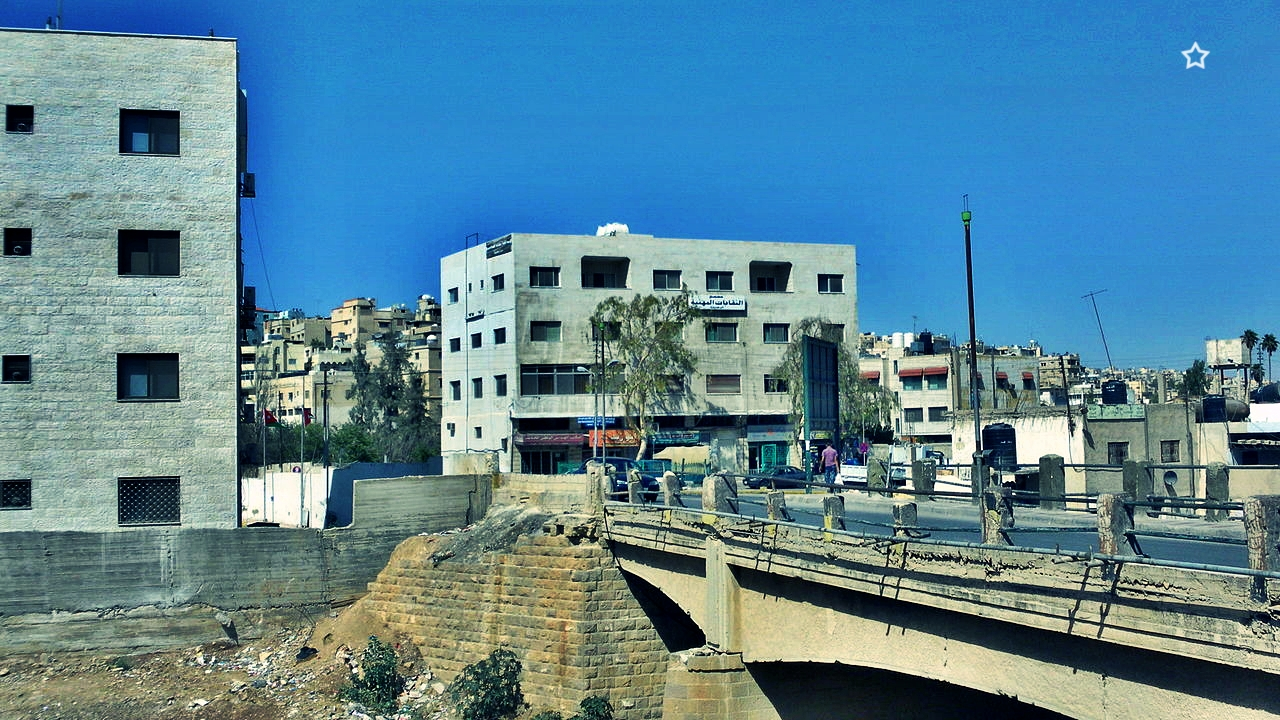
مبنى بلدية الرصيفة إلى يسار الصورة
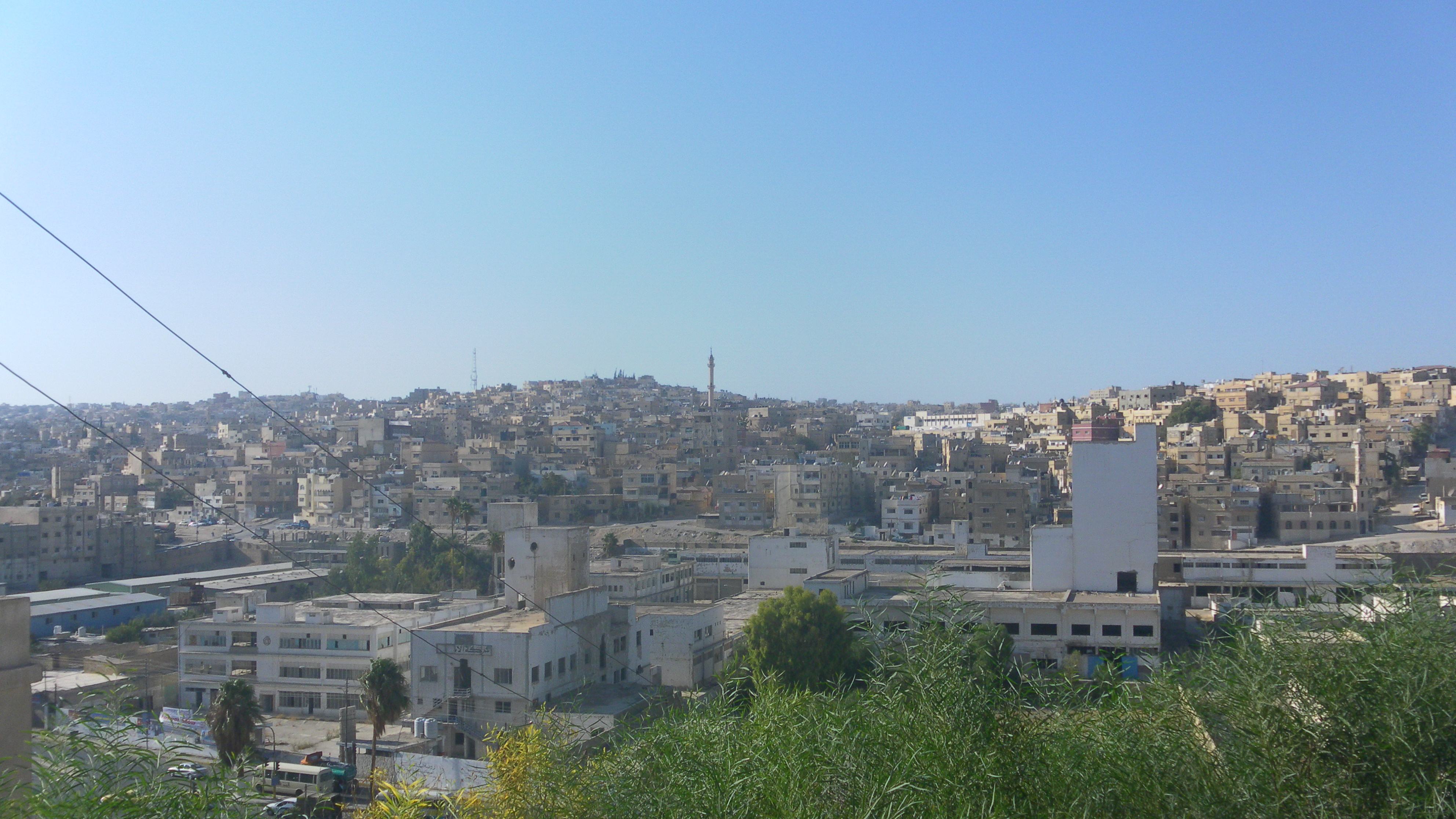
صورة لمدينة الرصيفة كما تظهر من الجبل الجنوبي
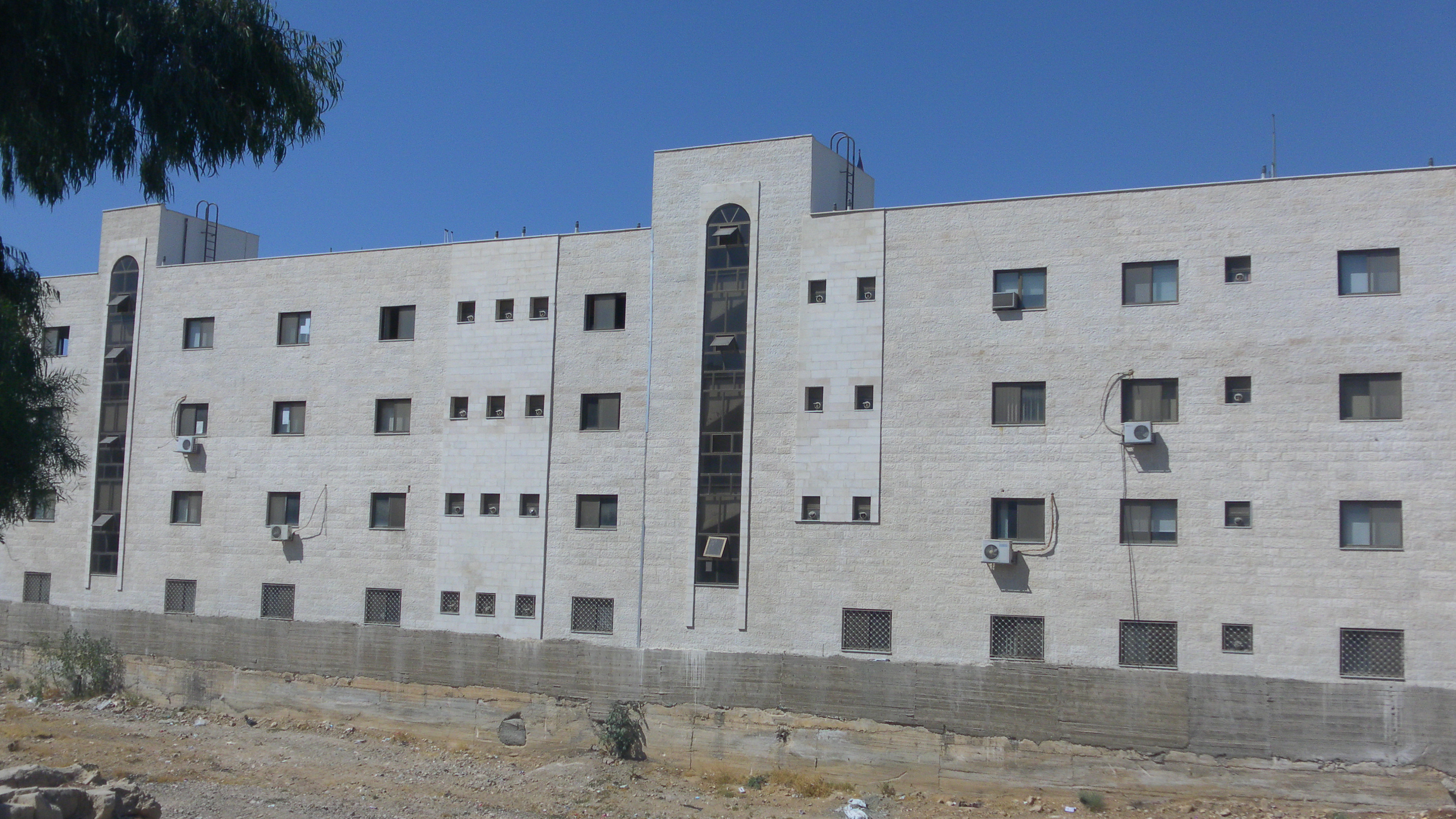
بلدية الرصيفة من الجهة الخلفية
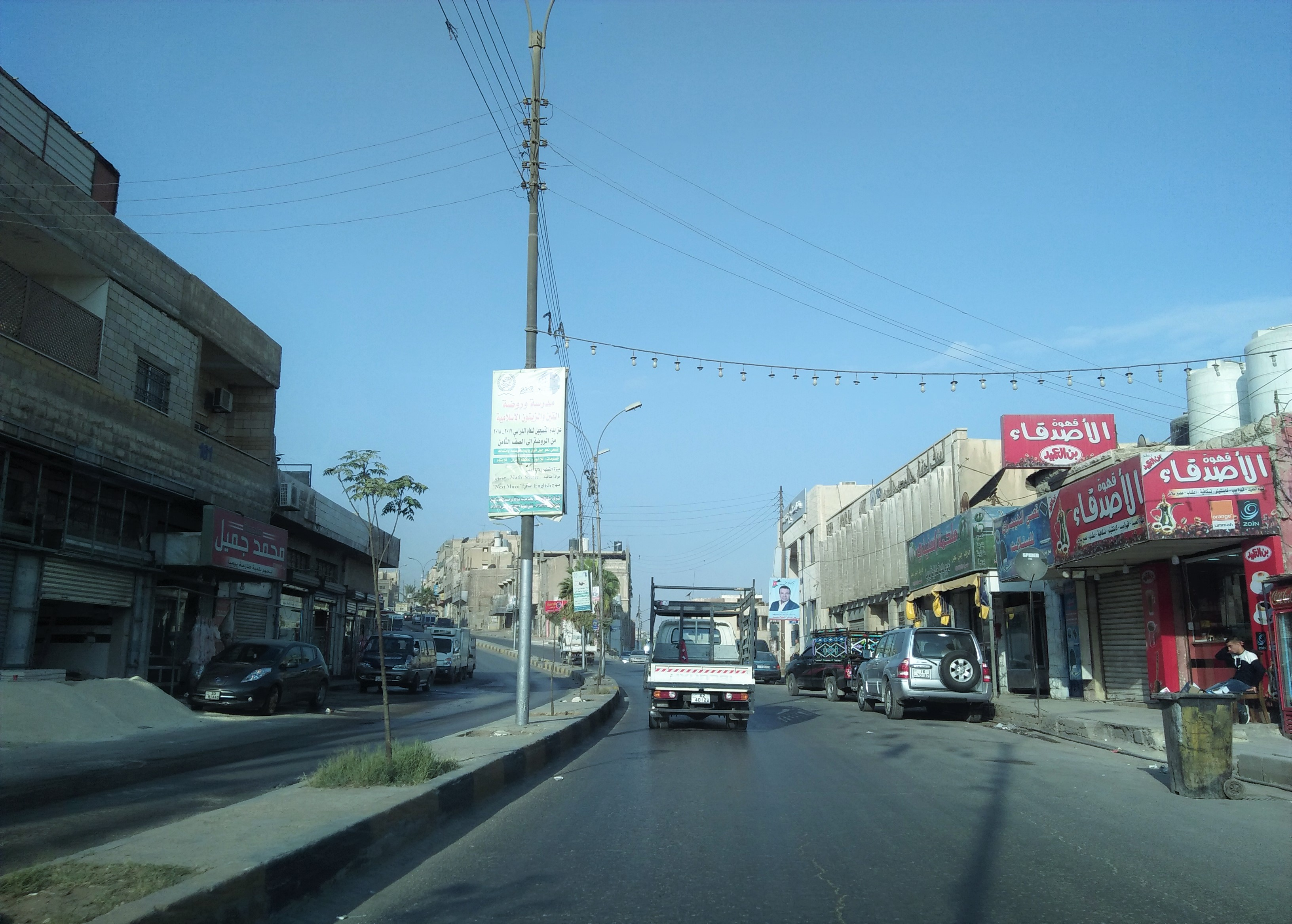
الرصيفة مدينة أردنية تقع في محافظة الزرقاء، وهي مركز لواء الرصيفة
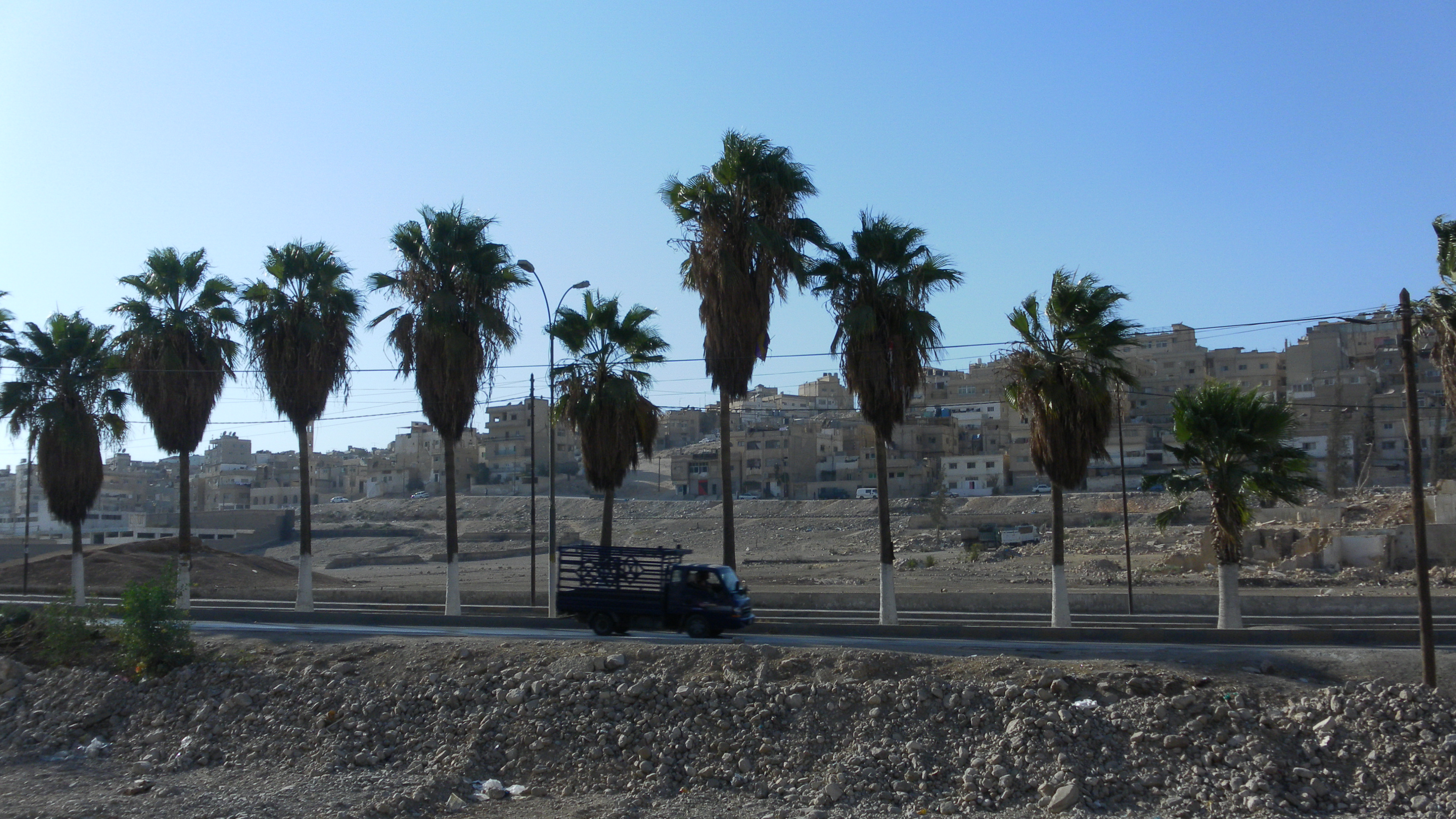
منطقة العامرية في مدينة الرصيفة، مشهد من الجبل الجنوبي باتجاه الجبل الشمالي
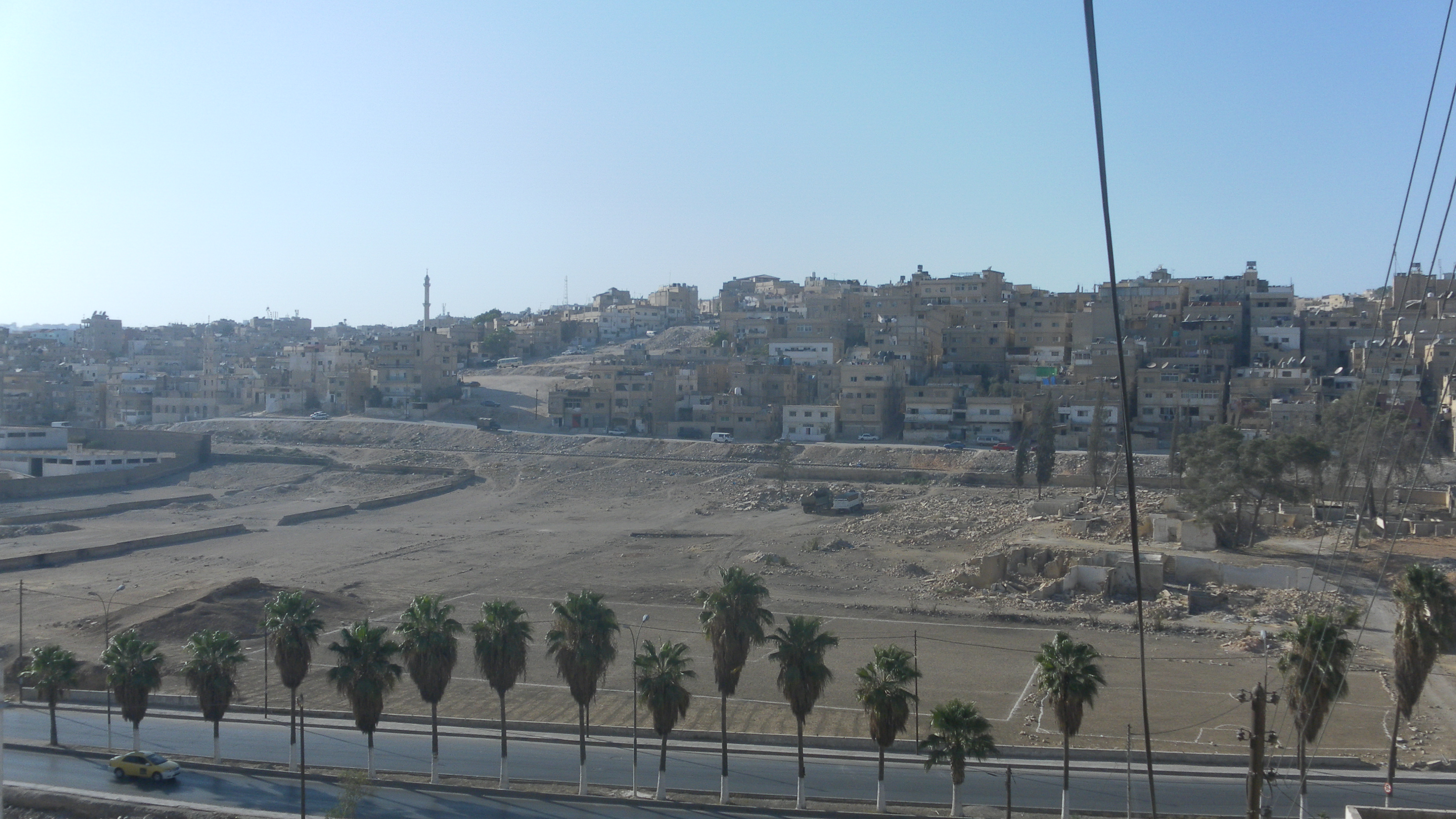
منطقة العامرية في مدينة الرصيفة، مشهد من الجبل الجنوبي باتجاه الجبل الشمالي
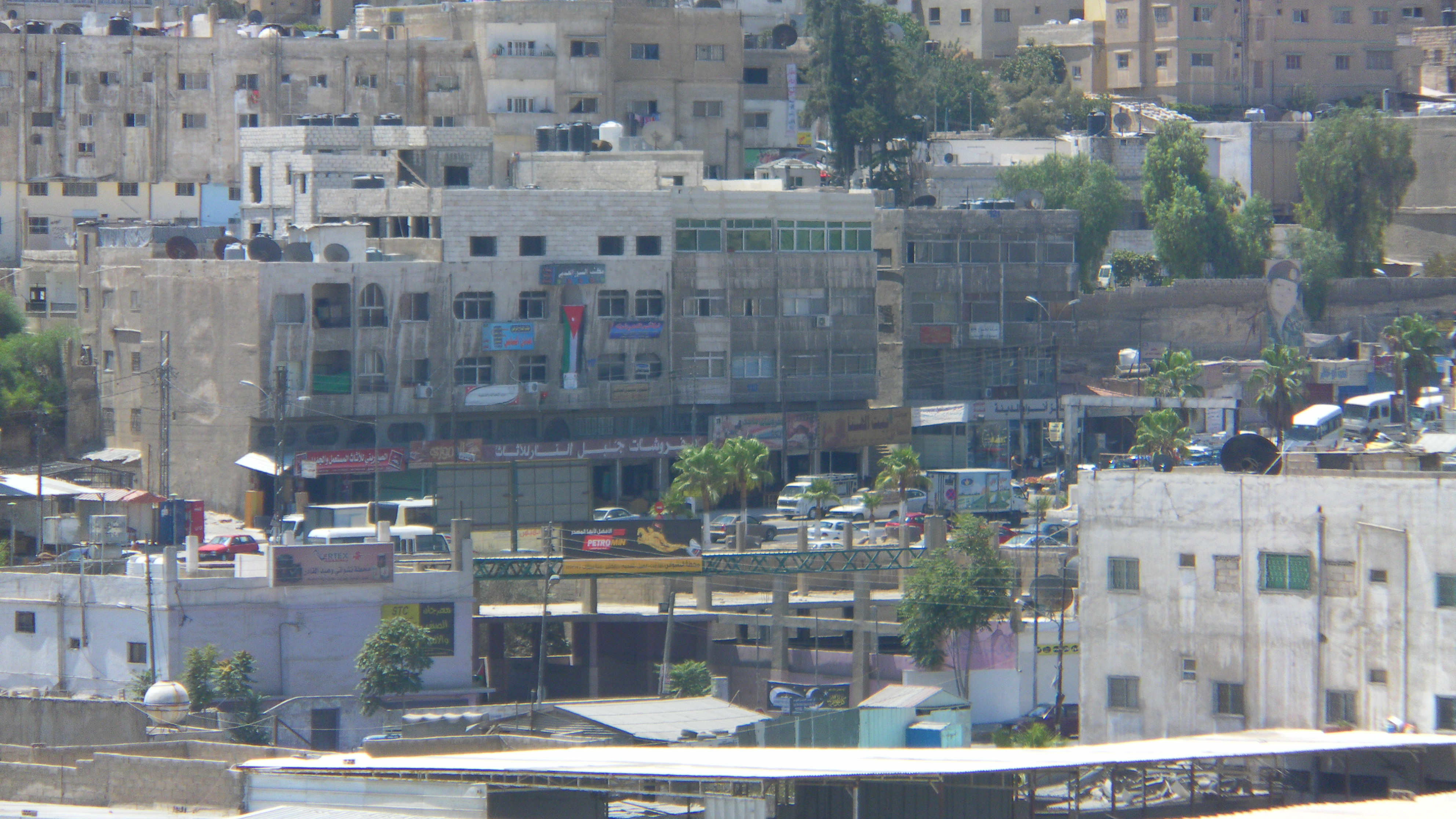
منظر من الجبل الجنوبي في الرصيفة
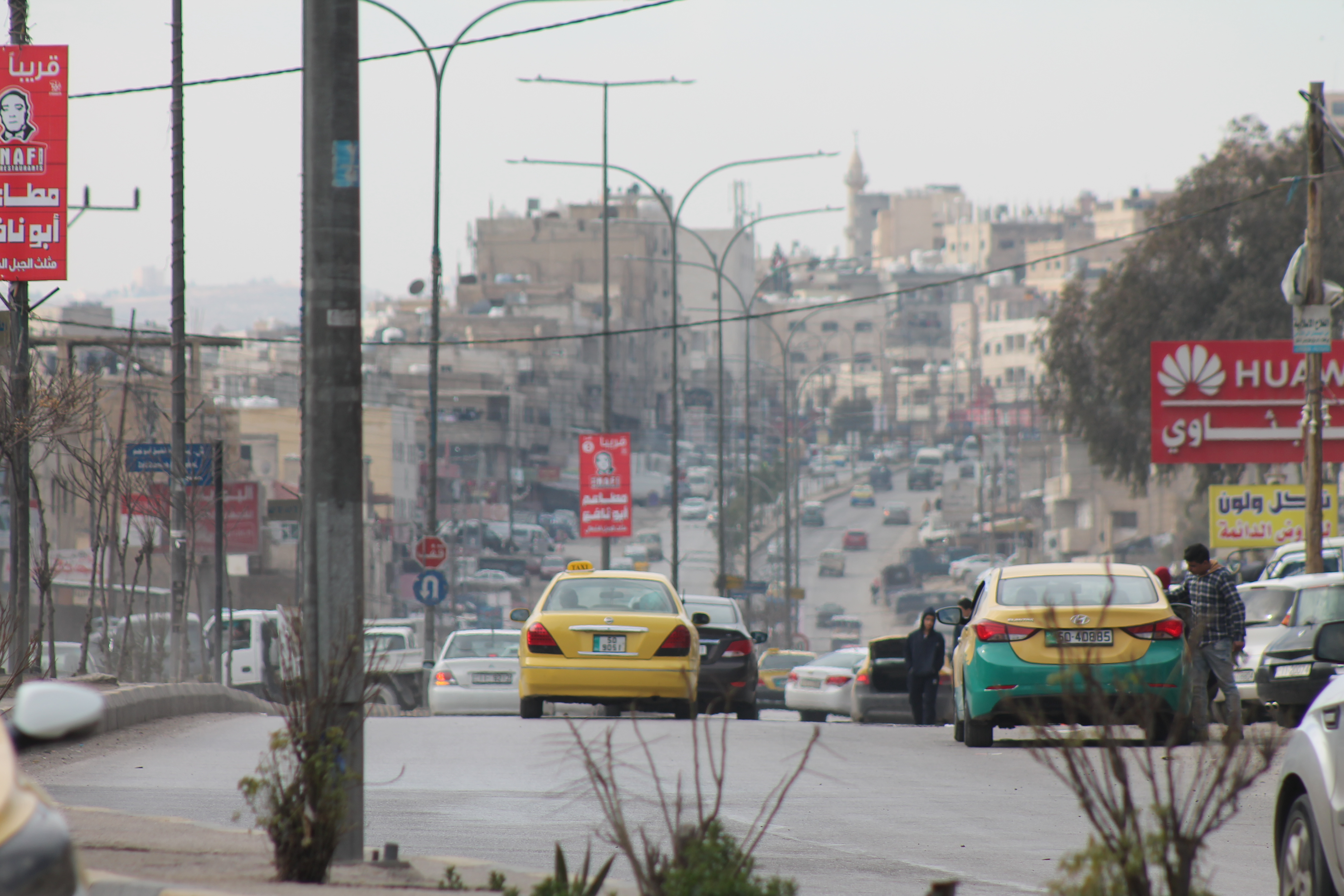
مدينة الرصيفة، الجبل الشمالي
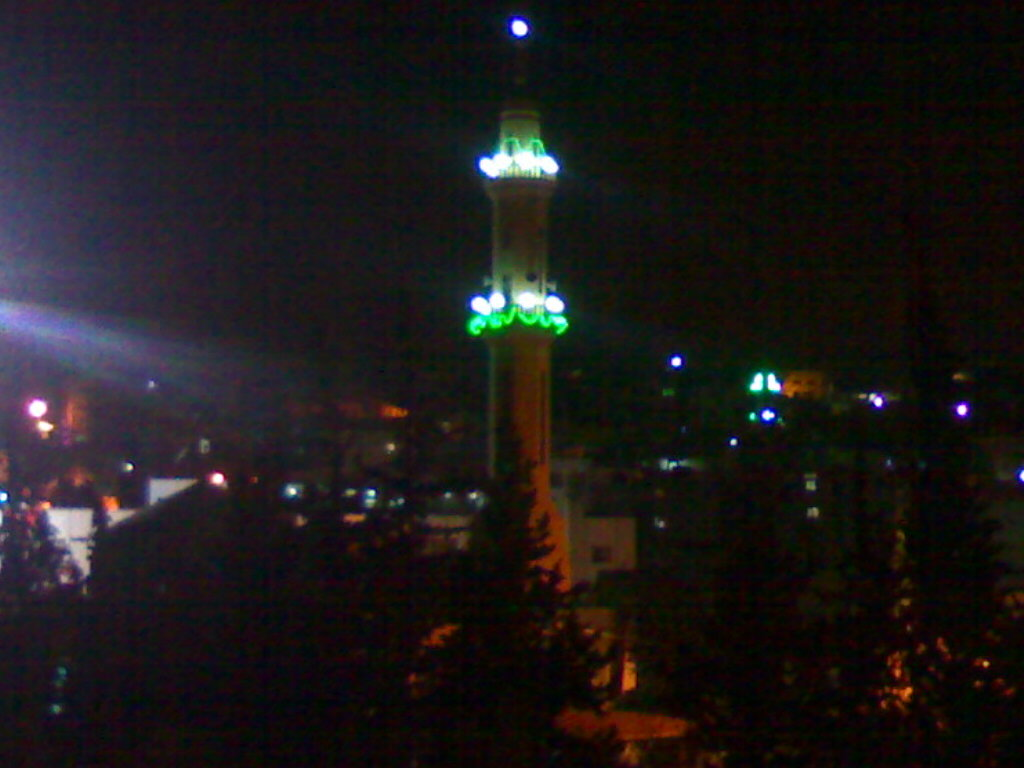
مئذنة مسجد البلدية في الرصيفة

## وصلات خارجية
- الموقع الرسمي لمدينة الرصيفة (بالعربية)